# 土肥孝司
土肥 こうじ（どい こうじ、1990年2月11日 - ）は、日本の男性プロレスラー。血液型A型。神奈川県川崎市出身。本名及び旧リングネームは土肥 孝司（読み同じ）。

## 来歴
中学時代まではサッカーに熱中し、選抜に選ばれた実績を持つ。
高校卒業後、格闘家を目指してスポーツインストラクターとして勤務し、2010年12月にアニマル浜口レスリング道場で指導を受けた後、その門下生であったTAJIRIが主宰するSMASHトレーニングキャンプに参加する。
2011年11月24日、後楽園ホールでのSMASH.23にて対AKIRA戦でデビューを果たす。SMASHトレーニングキャンプ第1号となった。
2012年4月5日、TAJIRI以下元SMASH所属全選手、レフェリー、練習生とともに新団体「Wrestling New Classic」に移籍。
2014年6月15日、全日本プロレスに初参戦。7月1日よりTAJIRI、AKIRA、児玉裕輔、黒潮"イケメン"二郎、藤原ライオンとともにWRESTLE-1に移籍する。12月には黒潮を裏切り、リアル・デスペラードに加入した。
2016年8月11日、WRESTLE-1横浜文化体育館大会にて武藤敬司と熊ゴローとのタッグで、全日本プロレスの秋山準&野村直矢&青柳優馬を相手に奮闘するも秋山の前に敗れた。土肥ものちに秋山とシングルをやりたい旨を明かす。8月19日、リアル・デスペラードを脱退しニュー・ワイルド・オーダーを脱退した熊ゴローと共闘。9月18日、後楽園ホール大会にてWRESTLE-1チャンピオンシップの元王者で、土肥のリアル・デスペラードの仲間でもあった火野裕士と対戦するも敗北を喫した。10月9日、土肥は熊ゴローとのタッグで全日本プロレスへ参戦し再度野村&青柳組と対戦したが、両者リングアウトに終わった。
2018年1月1日、自身のTwitter上にて結婚している事を報告した。
WRESTLE-1が活動を停止したため、土肥も2020年3月31日付をもって選手契約終了となった。
2020年6月17日、自身のTwitter上でリングネームを土肥こうじに変更したことを発表した。8月30日、土肥は全日本プロレス後楽園ホール大会にてEnfants Terriblesの新メンバー「X」として登場した。なお、試合後のインタビューで土肥は「事業をやっている」と告白している。

## 試練の7番勝負の対戦相手
7番勝負まで行う予定であったが、7番勝負戦を前にWRESTLE-1へ移籍したため6戦目までのみになっている。
- 第1戦 金本浩二
- 第2戦 伊東竜二
- 第3戦 日高郁人
- 第4戦 ブラックバファロー
- 第5戦 石川晋也
- 第6戦 大森隆男

## 得意技
喧嘩番長っぽいファイトが最大の持ち味。WRESTLE-1時代はヒールなファイトスタイルを見せることもあったが、フリーになってからは容赦の無いプロレスが主となっている。
マザーファッカー
高角度式のペディグリーで、デスペラード加入後の土肥のフィニッシュムーブ。
南京錠固め(なんきんじょう固め)
ナガタロックIIIと同型。2018年より使用。
クロスフェイスの体勢から移行してコブラツイストの様な形で相手の上半身、首、顔面を締める。
ケンカキック
ヌーン・ソン・ブレイカー
相手の背中に片ひざを当てながら極める逆エビ固め。
剛腕ラリアット
ライガーボム
黒潮二郎戦で初公開。
ダイビングギロチンドロップ
バズソーキック
TAJIRI式のキック。デーブ・フィンレー杯トーナメント戦1回戦で初公開。
スパイン・バスター
垂直落下式ブレーンバスター
ラリアット

## 入場テーマ
「ひまわり」（長渕剛）

## タイトル歴
WRESTLE-1
- UWA世界6人タッグ王座：3回（＆KAZMA SAKAMOTO、NOSAWA論外）→（＆熊ゴロー、アンディ・ウー）→（＆熊ゴロー、伊藤貴則）
- WRESTLE-1リザルトチャンピオンシップ - 初代
- 第8代、第10代、第12代、第16代WRESTLE-1タッグチャンピオンシップ（パートナーは熊ゴロー→近藤修司）
- WRESTLE-1 TAG LEAGUE：優勝　2回（2017年度 優勝パートナーは熊ゴロー→2018年度 優勝パートナーは近藤修司）

コレガプロレス
- 第2代キング・オブ・コレガ王座

新潟プロレス
- 第16代新潟無差別級王座
- 初代新潟タッグ王座（w/ 羆嵐）

九州プロレス
- 第14代九州プロレスタッグ王座（w/ 羆嵐）